# 사카에역 (효고현)
사카에역(일본어: 栄駅, さかええき)은 일본 효고현 고베시 니시구에 있는 고베 전철 아오 선의 역이다. 역 번호는 KB46이다.

## 역사
- 1937년 6월 15일: 미키 전기철도의 기즈 ~ 오시베다니 간 개통 시 사카에역으로 영업 개시.
- 1947년 1월 9일: 고베 아리마 전기철도와 미키 전기철도가 회사 합병하고 신아리미키 전기철도의 역이 됨.
- 1952년 10월 1일: 전철 사카에역으로 역명 변경.
- 1979년 5월: 역사 신축.
- 1988년 4월 1일: 다시 사카에역으로 역명 변경.

## 역 구조
상대식 승강장 2면 2선의 지평역이다. 역사는 하행 승강장 측에 있고, 상행 승강장은 아오 방향의 구내 건널목에서 연결된다. 1979년까지는 역사는 없었다.
연선 광 네트워크에 접속된 역무 원격 시스템이 도입되어 있어, 센터 역에서 자동 매표기, 자동 개찰기, 자동 정산기, TV카메라, 인터폰, 셔터가 원격 조작된다. 이로 인하여, 역무원의 순회역이고, 구내 매점도 설치되지 않았지만 역 남쪽의 미용실에서 할인 승차권 위탁 판매를 실시하고 있다.

### 승강장
| 역사측 | ■ 아오 선(하행) | 오시베다니・시지미・에비스・미키・오노・아오 방면     |
| 반대측 | ■ 아오 선(상행) | 니시스즈란다이・스즈란다이・미나토가와・신카이치 방면 |

## 역 주변
역전에는 상점이 있고 주택도 있다. 역전은 화창한 전원 풍경이 퍼져 있지만, 도보로 10분 정도 걸어가면 사쿠라가오카, 쓰키가오카 등의 신흥 주택지가 있다.
또한, 고베 시 신카쓰코 고교의 제2그랜드(야구부 전용)의 근처역이기도 하다.
- 신키 존 버스 본사

## 인접역
| 고베 전철 아오 선         | 고베 전철 아오 선    | 고베 전철 아오 선         |
| ------------------------- | -------------------- | ------------------------- |
| KB45 고바타 신카이치 방면 | ■ 급행 ■ 준급 ■ 보통 | 오시베다니 KB47 아오 방면 |